# Zob Ahan Isfahan BC
Zob Ahan Basketball Club es la sección de baloncesto del club polideportivo iraní Zob Ahan Cultural and Sport Club con sede en la ciudad de Isfahan, Irán.
Fue fundado en 1969 y compite en la Superliga de baloncesto de Irán, la máxima competición profesional del país.
En total tiene 9 títulos de campeón de Irán, cinco de la División 1 y otros cuatro de la Superliga, que sustituyó a la anterior como primera competición de Irán en la temporada 1988/89

## Clasificaciones históricas

### División 1
- 1991–92: Campeones
- 1992–93: Campeones
- 1993–94: Campeones
- 1994–95: Campeones
- 1995–96: Subcampeón
- 1996–97: Campeones
- 1997–98: Subcampeón

### Superliga
- 1998–99: Campeones
- 1999–00: Campeones
- 2000–01: Campeones
- 2001–02: Campeones
- 2003–04: 3.ª posición
- 2004–05: 6.ª posición
- 2005–06: 6.ª posición
- 2006–07: 4.ª posición
- 2007–08: 4.ª posición
- 2008–09: Subcampeón
- 2009–10: Subcampeón

### WABA Champions Cup
- 1998: 3.ª posición
- 2000: Subcampeón
- 2002: 4.ª posición
- 2003: 3.ª posición
- 2010: 3.ª posición

### Copa de campeones de Asia
- 1990: 4.ª posición
- 1995: 7.ª posición
- 1997: 8.ª posición
- 2000: 7.ª posición
- 2001: 9.ª posición